# 커머스 (텍사스주)

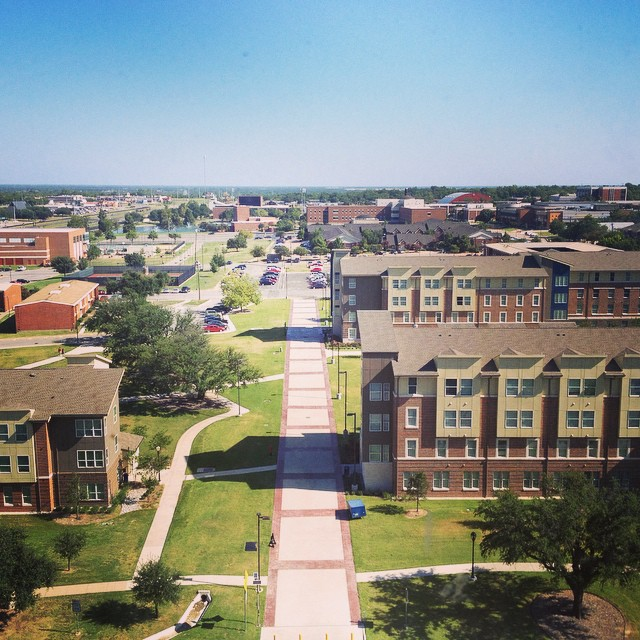

커머스(Commerce)는 미국 텍사스주 헌트군의 도시로, 텍사스 블랙랜드 대초원의 중심부 노스텍사스의 동쪽 끝자락, 댈러스-포트워스의 동북쪽에 위치한다. 댈러스에서 북동쪽으로 106킬로미터, 텍사스/오클라호마주 경계에서 남쪽으로 72킬로미터 떨어진 곳에 위치해 있다. 커머스는 헌트군에서 2번째로 큰 도시로, 2010년 인구 조사에 따르면 이 지역의 인구 수는 총 8,078명이며, 2018년 추산 인구 수는 9,303명이다.

## 인구
| 인구조사              | 인구  | Note  | %±     |
| --------------------- | ----- | ----- | ------ |
| 1890년                | 810   |       | —      |
| 1900년                | 1,800 |       | 122.2% |
| 1910년                | 2,818 |       | 56.6%  |
| 1920년                | 3,842 |       | 36.3%  |
| 1930년                | 4,267 |       | 11.1%  |
| 1940년                | 4,699 |       | 10.1%  |
| 1950년                | 5,889 |       | 25.3%  |
| 1960년                | 5,789 |       | −1.7%  |
| 1970년                | 9,534 |       | 64.7%  |
| 1980년                | 8,136 |       | −14.7% |
| 1990년                | 6,825 |       | −16.1% |
| 2000년                | 7,669 |       | 12.4%  |
| 2010년                | 8,078 |       | 5.3%   |
| 2019 (추산)           | 9,680 | [ 3 ] | 19.8%  |
| U.S. Decennial Census |       |       |        |